# Agnostycyzm poznawczy
Agnostycyzm poznawczy (również agnostycyzm filozoficzny) – pogląd filozoficzny polegający na przyjęciu niemożności pełnego, racjonalnego lub empirycznego ustalenia prawdziwości kluczowych faktów z dziedziny teorii bytu, takich jak istnienie materii, Boga, czy nawet realności świata zewnętrznego. Agnostycyzm poznawczy w odróżnieniu od agnostycyzmu religijnego nie musi stawać w ostrej sprzeczności z religią - głosi tylko, że religie to kwestia pozarozumowej wiary.